# ۲۶ کمیسار
۲۶ کمیسار فیلم ۲۶ کمیسر در سال ۱۹۳۲ توسط کارگردان نیکولای شنگلایا به نمایش درآمد. این فیلم در استودیوی فیلمسازی آذرفیلم تولید شده‌است. این فیلم تاریخی-انقلابی از زندگی و فعالیت‌های انقلابی کمیسرهای باکو، تلاش آنها برای ایجاد کمون در آذربایجان و سقوط کمون می‌گوید.